# 제 혜공
제 혜공(齊 惠公, ? ~ 기원전 599년, 재위: 기원전 608년 ~ 기원전 599년)은 춘추시대 제나라의 제 22대 후작이다. 이름은 원(元)이다. 제 환공과 소위희의 아들이다.

## 즉위 전
공자 무궤, 공자 소(제 효공), 공자 반(제 소공), 공자 상인(제 의공)과 함께 제 환공의 후계 다툼을 벌인 다섯 공자 중 한 사람으로, 제후 무궤 사후 제나라 사람들이 세자 소를 임금으로 맞이하려는 것을 저지하고 공자 반, 공자 상인과 함께 세자 소를 송나라로 쫓아냈다. 공자 소를 후원하는 송 양공과 싸워 져 세자 소가 즉위하여 제 효공이 되었다.
공자 상인이 조카 제군 사를 죽이고는, 군위를 양보받았다. 그러나 “나는 너를 섬길 수 있어도, 너는 나를 섬길 수 없다.”라고 하며 군위를 거부했다. 공자 상인이 즉위하여 제나라 임금이 된 뒤에도, 의공을 제나라 임금이라고 부르지 않았다. 난을 피하여 어머니 소위희의 친정 위(衛)로 망명했다가, 인심을 잃은 제 의공이 살해당한 후 의공의 아들을 폐한 제나라 사람에게 추대받아 군위에 올랐다.

## 즉위 후
혜공 원년(기원전 608년), 노 문공의 서장자 노 선공이 적장자인 자악을 죽이고 즉위하여 제나라에 뇌물로 제서(濟西)의 밭을 바쳤고, 제 혜공은 이것을 받아들였다.
혜공 2년(기원전 607년), 북적(北狄)의 일종인 장적(長翟)-《사기》주공세가에서는 당시 북적 수만(鄋瞞)나라 임금 교여의 아우의 아우 영여(榮如)라 한다-이 쳐들어왔는데, 왕자 성보가 쳐죽이고 북문에 묻었다.
혜공 7년(기원전 602년), 노나라와 함께 내(萊)를 쳤다.
혜공 10년(기원전 599년), 노나라에 제서 땅을 돌려보냈다.
최저(崔杼)를 총애했다.

## 가정
- 제 환공 (아버지)
- 소위희 (어머니)
  - 제 혜공
    - 제 경공 (아들)
    - 공자 고
    - 공자 난